# Mary Callahan Erdoes
Mary Callahan Erdoes (nascida em 13 de agosto de 1967) é CEO do JP Morgan Asset & Wealth Management (uma divisão do JPMorgan Chase), líder global em gestão de investimentos e private banking com mais de US$ 4 trilhões em ativos de clientes. Ela também é um dos membros mais antigos do Comitê Operacional do JPMorgan Chase & Co.

## Infância e educação
Mary Callahan nasceu em 13 de agosto de 1967, filha de Patricia e Patrick Callahan Jr., ex-sócio do banco de investimentos Lazard Freres. Erdoes foi criada em Winnetka, em Illinois, um subúrbio de North Shore de Chicago, em uma família católica romana de ascendência irlandesa. Erdoes é ex-aluna da Academia Católica Romana do Sagrado Coração para meninas, em Lake Forest, Illinois.  Erdoes completou seu bacharelado na Universidade de Georgetown, com especialização em Matemática. Ela foi a única mulher a completar um curso de matemática em Georgetown naquela época. Ela obteve seu MBA na Harvard Business School.

## Carreira
Erdoes começou sua carreira na Stein Roe & Farnham e descreveu sua avó materna como fundamental para ajudá-la a conseguir esse emprego durante a faculdade. Ela descreveu sua posição lá como um "trabalho de sala de correspondência glorificado". Ela então mudou-se para o Bankers Trust, onde trabalhou em finanças corporativas, banco comercial e subscrição de dívida de alto rendimento. Antes de ingressar no JP Morgan, ela trabalhou na Meredith, Martin & Kaye, uma empresa de consultoria especializada em renda fixa, onde foi responsável por pesquisa de crédito, negociação e gerenciamento de portfólio individual. Em 1996, ela se juntou ao JP Morgan Asset Management como chefe de renda fixa para indivíduos de alto patrimônio líquido, fundações e doações.  Em março de 2005, ela foi nomeada CEO do JP Morgan Private Bank. Ela assumiu seu cargo atual em setembro de 2009. Ela foi mencionada como uma potencial sucessora do CEO do JPMorgan Chase & Co., Jamie Dimon.
Desde 2012, Erdoes foi incluída na lista dos 50 Mais Influentes da Bloomberg Markets. Desde março de 2013, o Business Insider incluiu Erdoes em sua lista das 25 mulheres mais poderosas de Wall Street. Desde 2016, Erdoes foi nomeada uma das mulheres mais poderosas do mundo pela Forbes.
Ela é membro do conselho de Robin Hood, do Fundo dos EUA para a UNICEF, e do Conselho Empresarial EUA-China. Ela também atuou no Comitê Consultivo de Mercados Financeiros do Federal Reserve Bank de Nova York. Erdoes também faz parte do Conselho de Curadores da Georgetown University e do Global Advisory Boards da Harvard Business School e da Harvard University.

## Vida pessoal
Erdoes conheceu seu marido Philip Erdoes na Harvard Business School. Ela é católica e seu marido é judeu. Eles moram em Nova York com suas três filhas.
Erdoes doa a ambos os partidos Partido Democrata e Partido Republicano. Ela contribuiu para as campanhas presidenciais de John McCain e Mitt Romney, em 2008 e 2012, respectivamente. 